# Pennantia baylisiana
Pennantia baylisiana är en tvåhjärtbladig växtart som först beskrevs av Oliver, och fick sitt nu gällande namn av G.T.S. Baylis. Pennantia baylisiana ingår i släktet Pennantia och familjen Pennantiaceae. Inga underarter finns listade.